# Paul von Wartburg
Paul von Wartburg (Bern, 1909. augusztus 9. – Bern, 1978. június 10.) svájci nemzetközi labdarúgó-játékvezető.

## Pályafutása

### Nemzeti játékvezetés
Sportvezetőinek javaslatára 1940-ben lett hazája I. Ligás játékvezetője. Az aktív nemzeti játékvezetéstől 1952-ben vonult vissza.

#### Nemzeti kupamérkőzések
Vezetett Kupa-döntők száma: 1.

##### Svájci Kupa
Több elődöntő mérkőzést irányított.
| Időpont           | Helyszín               | Mérkőzés típusa | Mérkőzés                          | Eredmény |
| ----------------- | ---------------------- | --------------- | --------------------------------- | -------- |
| 1943. április 26. | Wankdorf Stadion, Bern | döntő           | Grasshopper Club Zürich–FC Lugano | 2 : 1    |

### Nemzetközi játékvezetés
A Svájci labdarúgó-szövetség Játékvezető Bizottsága (JB) terjesztette fel nemzetközi játékvezetőnek, a Nemzetközi Labdarúgó-szövetség (FIFA) 1946-tól tartotta nyilván bírói keretében. Több nemzetek közötti válogatott és klubmérkőzést vezetett vagy működő társának partbíróként segített. Az aktív nemzetközi játékvezetéstől 1952-ben búcsúzott. Válogatott mérkőzéseinek száma: 7.

## Magyar vonatkozás
| Időpont         | Helyszín                 | Mérkőzés típusa          | Mérkőzés                 | Eredmény | Nézők száma |
| --------------- | ------------------------ | ------------------------ | ------------------------ | -------- | ----------- |
| 1947. május 11. | Comunale Stadion, Torino | 249. válogatott mérkőzés | Olaszország–Magyarország | 3 : 2    | 73 000      |

## Külső hivatkozások
- Paul von Wartburg. World Referee. [2016. március 4-i dátummal az eredetiből archiválva]. (Hozzáférés: 2012. szeptember 19.)
- Paul von Wartburg. footballzz.com. (Hozzáférés: 2012. szeptember 19.)
- Paul von Wartburg. eu-football.info. (Hozzáférés: 2012. szeptember 19.)

| Elődje: Jean Lutz | Kupadöntő 1942–1943 | Utódja: Hans Wütrich |

1. ↑  https://eu-football.info/_referee.php?id=2347